# Brachistosternus coquimbo
Espèce
Brachistosternus coquimbo est une espèce de scorpions de la famille des Bothriuridae.

## Distribution
Cette espèce est endémique de la région de Coquimbo au Chili. Elle se rencontre entre 2 850 et 3 300 m d'altitude.

## Description
Le mâle holotype mesure 49,23 mm et la femelle paratype 39,67 mm.

## Étymologie
Son nom d'espèce lui a été donné en référence au lieu de sa découverte, la région de Coquimbo

## Publication originale
- Ojanguren Affilastro, Augusto, Pizarro-Araya & Mattoni, 2007 : Two new scorpion species of genus Brachistosternus (Scorpiones: Bothriuridae) from northern Chile. Zootaxa, no 1623, p. 55–68.